# Fake Number
Fake Number fue un grupo musical brasileño de pop punk, formado en el 2007 en Lorena, San Pablo. El grupo estaba compuesto por Elektra (vocales), Pinguim (guitarra) y André Mattera (batería) hasta su disolución en diciembre de 2014.

## Historia
Fake Number se formó en el año 2007 en Lorena, San Pablo, compuesto por Elektra, Pinguim,Tony y Mark, al cual se agregó Gah unos meses más tarde. El grupo captó la atención del sello discográfico Urubuz Records a través de Internet por su canción "Segredos que Guardei" y lanzaron su primer álbum de estudio ese mismo año, titulado Cinco Faces de Um Segredo, del cual se desprendió su primer sencillo, titulado "Aquela Música" y un video musical de la canción salió al aire en MTV Brasil en 2008. En 2009, el grupo fue premiado como "Mejor banda nacional" en el sitio web musical Zona Punk. En 2010, el grupo lideró la lista de los discos más accedidos de internet, junto con la banda de Granada con el lanzamiento de su segundo álbum de estudio homónimo.

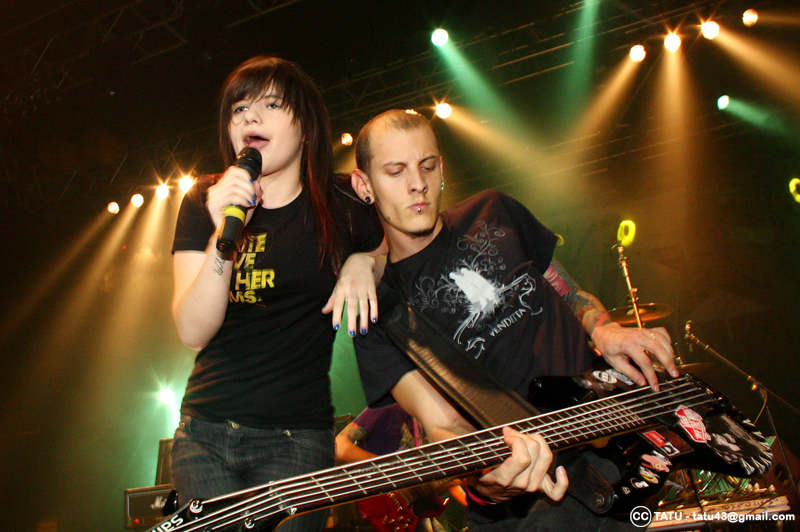
Fake Number en vivo

A principios de 2011, la banda cambia su formación, debido a que los exintegrantes Gah, Tony y Mark dejaron la banda y fueron reemplazados por Marcus Maia en el bajo y André Mattera en la batería. 
En febrero de 2011, Fake Number fue confirmado para ser el grupo de soporte de los conciertos de la banda estadounidense Paramore durante sus presentaciones en Brasil. El grupo lanzó una petición con más de 7.000 nombres, llamando la atención de la empresa responsable de traer Paramore, Time For Fun, quien anunció que ellos serían la banda de soporte en Río de Janeiro el 19 de febrero y en San Pablo el 20 de febrero. Casi un mes después de su presentación junto a Paramore, la banda, como lo habían prometido a los fanes, lanzó el 17 de marzo el video musical de la canción "4 Mil Horas" y el sencillo "Primeira Lembrança". En junio de 2011, Fake Number realizó un cover de la canción "Friday" de Rebecca Black para conmemorar los 5 años de la banda.

## Influencias musicales
Los miembros de Fake Number han citado como influencias a los grupos Paramore, Blink 182 y Charlie Brown Jr.

## Miembros

### Integrantes actuales
- Elektra - Vocales (2007 - 2014)
- Pinguim - Guitarra (2007 - 2014)
- André Mattera - Batería (2011 - 2014)

### Exintegrantes
- Diablo - Bajo (2007 - 2008)
- Tony - Batería (2007 - 2011)
- Mark - Bajo (2008 - 2011)
- Gah - Guitarra (2007 - 2009)
- Vermelho - Guitarra (2007 - 2011)
- Marcus Maia - Bajo (2011 - 2013)

## Discografía

### Álbumes de estudio
| Año  | Álbum                                                                      | Posiciones |
| Año  | Álbum                                                                      | BR         |
| ---- | -------------------------------------------------------------------------- | ---------- |
| 2007 | Cinco Faces de Um Segredo - Lanzamiento: 2007 - Sello: Urubuz Records      | —          |
| 2010 | Fake Number - Lanzamiento: 2010 - Sello: Arsenal Music                     | —          |
| 2012 | Contra o Tempo - Lanzamiento: 2012 - Sello: Blast Stage Records/Sony Music | —          |

### Sencillos
| Año  | Título               | Álbum                     |
| ---- | -------------------- | ------------------------- |
| 2007 | "Aquela Música"      | Cinco Faces de Um Segredo |
| 2011 | "4 Mil Horas"        | Fake Number               |
| 2011 | "Primeira Lembrança" | Fake Number               |

## Premios y nominaciones
| Año  | Trabajo Nominado | Nominación             | Resultado |
| ---- | ---------------- | ---------------------- | --------- |
| 2009 | Elektra          | Mejor Cantante         | Ganadora  |
| 2009 | Fake Number      | Mejor MySpace          | Ganador   |
| 2009 | Aquela Música    | Mejor Videoclip        | Ganador   |
| 2009 | Fake Number      | Mejor Artista Nacional | Ganador   |
| 2009 | Fake Number      | Mejor Comunidad Orkut  | Ganador   |